# Абазай, Кристал
Криста́л Аба́зай (алб. Kristal Abazaj; род. 6 июля 1996, Эльбасан) — албанский футболист, атакующий полузащитник. Выступал за сборную Албании.

## Клубная карьера

### «Эльбасани»
Первый сезон на взрослом уровне Абазай провёл в клубе «Эльбасани» из его родного города. В сезоне 2015/16 «Эльбасани» играл во втором по силе дивизионе Албании. Всего за клуб Абазай сыграл 13 матчей в чемпионате, проведя на поле 1123 минуты, и забил 7 голов.

### «Люфтетари»
В июле 2016 года Кристал Абазай успешно прошёл испытание с командой высшего дивизиона Албании «Люфтетари» и в августе 2016 года подписал контракт. Он дебютировал в албанской Суперлиге в стартовом матче сезона 2016/17 против тиранского «Партизани», который завершился поражением со счётом 0:1. Он закончил свой первый сезон в «Люфтетари», проведя 35 матчей, в том числе 33 в чемпионате, 30 из них в стартовом составе, набрав 2507 минут и забив три гола, а «Люфтетари» занял 4-е место в чемпионате. Абазай отличался своими выступлениями на протяжении всего сезона, и был назван одним из талантов сезона.
Во время летнего трансферного окна «Люфтетари» отклонил несколько предложений по Абазаю как внутри страны, так и за её пределами (в частности, от тиранского «Динамо» и «Херенвена» из одноимённого города). Он начал второй сезон в хорошей форме, забив единственный гол своей команды в матче против «Теуты Дуррес» со счётом 2:1 на первой неделе чемпионата. Затем Абазай забил победный гол в ворота «Лачи», который принёс «Люфтетари» первые три очка в сезоне.
17 декабря Абазай забил в матче 15-го тура против столичного «Партизани», получив мяч на правом фланге около средней линии и с ним пробежав около 70 метров, обыграв защитника Лабинота Ибрагими и переиграв Албана Ходжу ударом с правой ноги. В итоге команда Кристала одержала домашнюю победу со счётом 5:0, а забитый Абазаем гол был признан самым красивым в чемпионате. Абазай был назван игроком месяца в албанской Суперлиге в декабре после того, как забил три гола в четырёх матчах и помог команде избежать вылета.
В конце сезона 2017/18 Абазай был назван талантом сезона албанской Суперлиги, став вторым игроком «Люфтетари», выигравшим его.
Всего за «Люфтетари» сыграл 73 матча, проведя 5623 минуты на поле, и забил 16 голов.

### «Скендербеу»
5 января 2018 года «Скендербеу» объявил о подписании предварительного контракта с Абазаем на 300 тыс. евро. Игрок продолжал представлять «Люфтетари» на правах аренды до конца сезона.

### «Андерлехт»
16 апреля 2018 года было объявлено, что Абазай подписал контракт с бельгийским «Андерлехтом» на три года. Сообщалось, что сумма трансфера составила 750 тыс. евро, что сделало его одним из самых крупных трансферов в албанском футболе. Игрок присоединился к клубу 1 июля 2018 года. Дебют состоялся в товарищеском матче против «Валлембека». В официальных матчах за «Андерлехт» Кристал Абазай сыграл всего 21 минуту против «Серкль Брюгге» 16 декабря 2018 года и не сделал ни одного результативного действия.

### «Осиек»
12 февраля 2019 года Абазай присоединился к «Осиеку» на правах аренды. Болельщики клуба прозвали новичка «албанским бриллиантом». В хорватском клубе Кристал Абазай сыграл 9 матчей, проведя на поле 454 минуты, и забил один гол.

### «Кукеси»
27 августа 2019 года было объявлено о переходе албанского игрока в «Кукеси» на правах аренды. Всего за «Кукеси» Кристал Абазай сыграл 34 матча, проведя 2762 минуты на поле, и забил 10 голов.

### «Истанбулспор»
21 сентября 2020 года Кристал Абазай перешёл в турецкий «Истанбулспор». Трансфер обошёлся клубу в 750 тыс. евро. За 40 матчей в составе клуба Абазай забил 4 гола и отдал 6 ассистов.

### «Тирана»
22 декабря 2022 года Кристал Абазай подписал контракт с албанским клубом «Тирана». Проведя 60 матчей в составе албанского столичного клуба, Абазай отметился 15 голами и 7 голевыми передачами.

### «Кечиоренгюджю»
1 июля 2024 Кристал Абазай за 350 тыс. евро перешёл в клуб турецкой Первой лиги «Кечиоренгюджю».